# Equipe mista nos Jogos Olímpicos de Verão de 1904
Nos primeiros jogos olímpicos da era moderna era permitido que as equipes pudessem ser compostas por atletas de diferentes países. Atualmente, o Comitê Olímpico Internacional agrupa os resultados dessas equipes em um grupo específico chamado Equipe Mista (código COI ZZX). Nos Jogos Olímpicos de Verão de 1904, em Saint Louis, Estados Unidos diversas equipes mistas participaram, conquistando um total de 12 medalhas em 7 diferentes modalidades.

## Medalhistas
| Medalha | Integrantes                                                                            | Modalidade                     |
| ouro    | CUB Manuel Díaz CUB Ramón Fonst USA Albertson Van Zo Post                              | Esgrima, Florete por equipes   |
| Prata   | FRA Albert Coray USA Lacey Hearn USA Sidney Hatch USA Jim Lightbody USA William Verner | Atletismo, 4 milhas por equipe |